# 악의 (소설)
《악의》(일본어: 悪意 아쿠이[*])는 히가시노 케이고의 추리소설이자 가가 쿄이치로 시리즈 4번째 작품이다. 2001년 이 작품을 원작으로 한 TV 드라마도 방송되었다.

## 줄거리
유명 소설가 히다카 쿠니히코가 자택에서 시체로 발견되었다. 형사 가가 쿄이치로는 히다카의 친구이자 아동문학가 노노구치 오사무가 쓴 사건과 관련된 수기에 관심을 갖고, 범인을 쫓는다. 범인은 곧 밝혀지지만, 범행 동기에 대해 좀처럼 털어놓지 않아 가가는 이를 뒤쫓는데….

## 등장인물
가가 쿄이치로에 관해서는 가가 쿄이치로 시리즈#등장인물 참조
히다카 쿠니히코
사건의 피해자이며 유명한 소설가이다.
노노구치 오사무
아동문학가이자 카가와 함께 교사로 근무했던 적이 있으며, 히다카의 친구이다.
후지오 마사야
고인으로 히다카의 작품의 모델이 된 인물이다.
후지오 미야코
마사야의 동생으로 소설에 대해 항의하기 위해 히다카를 종종 방문했다.
히다카 하츠미
히다카 쿠니히코의 전 부인으로 교통사고로 사망했다.
히다카 리에
히다카 쿠니히코의 현재의 부인.
시노다 유미에
하츠미의 모친으로 요코하마에 살고 있다.

## TV 드라마
《히가시노 케이고 미스터리 <악의>》(東野圭吾ミステリー「悪意」)라는 제목으로 2001년 11월 19일 ~ 2001년 12월 17일에 NHK 종합 텔레비전에서 방영되었다.
다만, 주인공의 이름은 '가가 쿄이치로'가 아닌 '니시하라 키네오'로 바뀌었다.

### 등장인물 및 출연진
- 니시하라 키네오 - 하자마 칸페이
- 노노구치 오사무 - 사사키 쿠라노스케
- 마키무라 쿄코 - 이와사키 히로미
- 히다카 리에 - 토코시마 요시코
- 히다카 쿠니히코 - 타쿠마 신
- 히다카 하츠미 - 쥰나 리사

### 제작진
- 원작：히가시노 케이고 《악의》（고단샤）
- 각본：오니시 켄이치
- 연출：나가오키 와타루, 쿠루베 케이, 오오스기 타로